# هاینزن
هاینزن (به آلمانی: Heinsen) یک شهر در آلمان است که در Holzminden واقع شده‌است. هاینزن ۹۵۱ نفر جمعیت دارد.